# Viky Red
Viky Red, född den 27 maj 1984 i Brașov, är en rumänsk sångare, keyboardspelare, musikproducent och kompositör.

## Karriär

### Tidiga åren
Viky Red stod på scen för första gången som sexåring då han deltog i en sångtävling för barn. När han var tretton år lärde han sig spela keyboard. Hans karriär började med att göra framträdanden på nattklubbar vilket han gjorde i tre år. Han bestämde sig sedan för att resa runt i Europa under ett år och när han återvände hem flyttade han till huvudstaden Bukarest. Där gick han med i bandet Slang och fick arbeta med framgångsrika artister som sångerskan Paula Seling.
År 2007 blev han medlem i den kända musikgruppen Morandi som keyboardspelare. Med gruppen fick han chansen att framträda på samma scen som flera internationellt kända artister, bland andra 30 Seconds to Mars och Jennifer Lopez. Han fick också göra konserter utomlands i ett flertal länder i både Europa och Asien. Efter ett tag med gruppen bestämde han sig dock för att han ville satsa på en karriär som sångare framför en karriär som keyboardspelare. Därmed startade han ett nytt band tillsammans med tre andra musiker som hade namnet Sonichouse. Gruppen släppte ett album med titeln Supersonic.

### Solokarriär
År 2011 lämnade han bandet för att satsa på en karriär som solosångare istället. Hans debutsingel var "If You Ever Feel" som kom att bli hans mest kända låt. Han var själv med och komponerade musiken. Den tillhörande musikvideon laddades upp på Youtube den 15 november 2011 och hade i mars 2013 visats fler än en halv miljon gånger. Videon som regisserades av Iulian Moga visar Viky Red som en hemlös person som träffar en kvinna som också är hemlös. De två blir förälskade och gör det bästa av situationen de är i. Viky Red gör också en referens till sin tid som keyboardspelare då han ibland spelar keyboard i en musikaffär i videon. Den 10 mars 2012 tävlade han med låten i Selecţia Naţională 2012 som var Rumäniens uttagning till Eurovision Song Contest 2012. Han slutade på tionde plats med fyra poäng. Alla poängen hade han fått från TV-tittarna som hade placerat honom på sjunde plats och juryn som inte hade gett honom några poäng hade därmed placerat honom på elfte till femtonde plats. En mängd remixer och andra versioner av låten spelades också in då dens popularitet ökade.
Hans nästa singel var "Love You" som släpptes den 27 augusti 2012 och snart därefter, den 7 september samma år kom även singeln "Just for You". Han kom tillbaka år 2013 med singeln "Deep Into Your Heart" som släpptes den 4 februari. Han håller på med att arbeta på sitt debutalbum men inget datum har satts för när det ska släppas.

## Diskografi

### Singlar
- 2011 – "If You Ever Feel"
- 2012 – "Love You"
- 2012 – "Just for You"
- 2013– "Deep Into Your Heart"
- 2013- "I Really Do featuring. Javier Coronell"